# Karl Hermansson
Karl Albert Hermansson, född 3 april 1887 i Brastads socken, död 14 augusti 1948 i Norrköping, var en svensk veterinär.
Hermansson avlade veterinärexamen 1916. Han var assistent och laborator vid Statens veterinärbakteriologiska anstalt 1916–1918 och besiktningsveterinär vid Norrköpings stads slakthus 1920–1943. Hermansson blev veterinärmedicine doktor i Berlin 1927 med avhandlingen Beitrag zur Kenntnis der Tuberkulose in den Geschlechtsorganen beim Rinde und die Bedeutung dieses Leidens hinsichtlich der Ansteckungsgefahr und Sterilität. Han var 1943–1948 förste besiktningsveterinär vid Norrköpingsortens kontrollslakteri. Hermansson författade ett flertal veterinärvetenskapliga arbeten.